# 폴 선형 리
폴 선형 리(영어: Paul Sun-Hyung Lee, 1972년 8월 16일 ~ )는 캐나다의 배우이다. 2003년 드라마 《트레인 48》에서 랜디 고 역, 2016년 시트콤 《킴스 컨비니언스》에서 아빠 역으로 잘 알려져 있다.

## 같이 보기
- 한국계 캐나다인
- 이민